# Seremban
Seremban je město ležící v malajsijském státě Negeri Sembilan na Malajsijském poloostrově. Městem se oficiálně stalo v lednu 2020, když v něm tou dobou žilo 681 541 obyvatel. Seremban je desátým nejlidnatějším městem v zemi a páté nejlidnatější město malajsijského státu po městech Johor Bahru, Shah Alam, George Town a Ipoh. Je součástí oblasti Velkého Kuala Lumpuru, neboť od Kuala Lumpuru leží asi 55 kilometrů jižně. Seremban dále leží 37 kilometrů jižně od federálního teritoria Putrajaya a asi 30 kilometrů od pobřeží.